# Карван (Констанца)
Карван (рум. Carvăn) насеље је у Румунији у округу Констанца у општини Липница. Oпштина се налази на надморској висини од 107 m.

## Становништво
Према подацима из 2002. године у насељу је живело 512 становника.

### Попис2002.
| Расподела становништва по националности 2002.‍ | Расподела становништва по националности 2002.‍ | Расподела становништва по националности 2002.‍ | Расподела становништва по националности 2002.‍ | Расподела становништва по националности 2002.‍ |
| --------------------------------------------- | --------------------------------------------- | --------------------------------------------- | --------------------------------------------- | --------------------------------------------- |
|                                               |                                               |                                               |                                               |                                               |
| Румуни                                        | Румуни                                        |                                               | 405                                           | 79,3%                                         |
| Турци                                         | Турци                                         |                                               | 106                                           | 20,7%                                         |